# Melilestes megarhynchus
El mielero piquilargo (Melilestes megarhynchus) es una especie de ave paseriforme perteneciente a la familia Meliphagidae endémica de Nueva Guinea. Es el único miembro del género Melilestes.

## Distribución y hábitat
Se encuentra únicamente en la isla de Nueva Guinea.  Su hábitat natural son los bosques húmedos tropicales de las tierras bajas.